# The Get Weird Tour
The Get Weird Tour ist die dritte Tournee und erste Welttournee der britischen Girlgroup Little Mix. Sie begann am 13. März 2016 in Cardiff und endete am 27. August 2016 in Cambridge.

## Vorgruppen
- Nathan Sykes (Europa)
- Jai Waetford (Australien)
- Jagmac (Europa)
- Joseph Devries (Vereinigtes Königreich) Philippa Hannah (Europa)

## Songliste
Die Liste entspricht der Reihenfolge der Songs beim ersten Konzert der Tournee am 13. März 2016 in Cardiff.
1. Grown
2. Hair
3. Change Your Life
4. A.D.I.D.A.S.
5. Wings
6. Lightning
7. DNA
8. Secret Love Song
9. OMG
10. Apache (Jump On It) / Crazy In Love / Fester Skank / Ring the Alarm
11. Salute
12. Little Me
13. Move
14. How Ya Doin'?
15. I Won't
16. Love Me Like You
17. Weird People
18. The End
19. Black Magic

## Konzerte
| Datum           | Stadt        | Land                   | Veranstaltungsort               | verkaufte / verfügbare Karten | Einnahmen |
| --------------- | ------------ | ---------------------- | ------------------------------- | ----------------------------- | --------- |
| Europa          |              |                        |                                 |                               |           |
| 13. März 2016   | Cardiff      | Vereinigtes Königreich | Cardiff Arena                   | –                             | –         |
| 14. März 2016   | Brighton     | Vereinigtes Königreich | Brighton Centre                 | –                             | –         |
| 15. März 2016   | Bournemouth  | Vereinigtes Königreich | Bournemouth BIC                 | –                             | –         |
| 17. März 2016   | Newcastle    | Vereinigtes Königreich | Newcastle Metro Arena           | –                             | –         |
| 18. März 2016   | Birmingham   | Vereinigtes Königreich | Birmingham Genting Arena        | –                             | –         |
| 19. März 2016   | Glasgow      | Vereinigtes Königreich | The SSE Hydro                   | –                             | –         |
| 22. März 2016   | Liverpool    | Vereinigtes Königreich | Liverpool Arena                 | –                             | –         |
| 23. März 2016   | Nottingham   | Vereinigtes Königreich | Nottingham Capital FM Arena     | –                             | –         |
| 24. März 2016   | Manchester   | Vereinigtes Königreich | Manchester Arena                | –                             | –         |
| 26. März 2016   | Leeds        | Vereinigtes Königreich | Leeds First Direct Arena        | –                             | –         |
| 27. März 2016   | London       | Vereinigtes Königreich | The O₂                          | –                             | –         |
| 28. März 2016   | Cardiff      | Vereinigtes Königreich | Cardiff Arena                   | –                             | –         |
| 30. März 2016   | Dublin       | Irland                 | Dublin 3 Arena                  | –                             | –         |
| 31. März 2016   | Belfast      | Vereinigtes Königreich | The SSE Arena                   | –                             | –         |
| 2. April 2016   | Sheffield    | Vereinigtes Königreich | Sheffield Arena                 | –                             | –         |
| 3. April 2016   | Birmingham   | Vereinigtes Königreich | Birmingham Genting Arena        | –                             | –         |
| 5. April 2016   | Glasgow      | Vereinigtes Königreich | The SSE Hydro                   | –                             | –         |
| 7. April 2016   | Manchester   | Vereinigtes Königreich | Manchester Arena                | –                             | –         |
| 8. April 2016   | Nottingham   | Vereinigtes Königreich | Capital FM Arena                | –                             | –         |
| 9. April 2016   | Newcastle    | Vereinigtes Königreich | Metro Arena                     | –                             | –         |
| 11. April 2016  | Aberdeen     | Vereinigtes Königreich | Aberdeen Oil & Gas Arena        | –                             | –         |
| 12. April 2016  | Aberdeen     | Vereinigtes Königreich | Aberdeen Oil & Gas Arena        | –                             | –         |
| 14. April 2016  | Liverpool    | Vereinigtes Königreich | Liverpool Echo Arena            | –                             | –         |
| 15. April 2016  | Leeds        | Vereinigtes Königreich | Leeds First Direct Arena        | –                             | –         |
| 16. April 2016  | Newcastle    | Vereinigtes Königreich | Metro Radio Arena               | –                             | –         |
| 18. April 2016  | Dublin       | Irland                 | Dublin 3 Arena                  | –                             | –         |
| 19. April 2016  | Belfast      | Vereinigtes Königreich | SSE Arena                       | –                             | –         |
| 21. April 2016  | Liverpool    | Vereinigtes Königreich | Liverpool Echo Arena            | –                             | –         |
| 22. April 2016  | London       | Vereinigtes Königreich | The SSE Arena                   | –                             | –         |
| 23. April 2016  | Sheffield    | Vereinigtes Königreich | Sheffield Arena                 | –                             | –         |
| Ozeanien        |              |                        |                                 |                               |           |
| 12. Mai 2016    | Brisbane     | Australien             | Brisbane Convention Centre      | –                             | –         |
| 13. Mai 2016    | Sydney       | Australien             | Allphones Arena                 | –                             | –         |
| 14. Mai 2016    | Melbourne    | Australien             | Margaret Court Arena            | –                             | –         |
| Asien           |              |                        |                                 |                               |           |
| 16. Mai 2016    | Tokio        | Japan                  | Blitz                           | –                             | –         |
| 17. Mai 2016    | Osaka        | Japan                  | Big Cat                         | –                             | –         |
| 18. Mai 2016    | Nagoya       | Japan                  | Diamond Hall                    | –                             | –         |
| 20. Mai 2016    | Manila       | Philippinen            | KIA Theatre                     | –                             | –         |
| 21. Mai 2016    | Kuala Lumpur | Malaysia               | KL Live                         | –                             | –         |
| 23. Mai 2016    | Singapur     | Singapur               | The Star Performing Arts Centre | –                             | –         |
| Europa          |              |                        |                                 |                               |           |
| 12. Juni 2016   | Stockholm    | Schweden               | Gröna Lund Tivoli               | –                             | –         |
| 13. Juni 2016   | Oslo         | Norwegen               | Sentrum Scene                   | –                             | –         |
| 14. Juni 2016   | Kopenhagen   | Dänemark               | Falconer Theatre                | –                             | –         |
| 16. Juni 2016   | Amsterdam    | Niederlande            | HMH                             | –                             | –         |
| 17. Juni 2016   | Antwerpen    | Belgien                | TRIX                            | –                             | –         |
| 19. Juni 2016   | Köln         | Deutschland            | Palladium                       | –                             | –         |
| 20. Juni 2016   | Mailand      | Italien                | Fabrique                        | –                             | –         |
| 21. Juni 2016   | Zürich       | Schweiz                | Volkshaus                       | –                             | –         |
| 23. Juni 2016   | Paris        | Frankreich             | Grand Rex                       | –                             | –         |
| 24. Juni 2016   | Barcelona    | Spanien                | Razzmatazz                      | –                             | –         |
| 25. Juni 2016   | Madrid       | Spanien                | La Riviera                      | –                             | –         |
| 3. Juli 2016    | Cork         | Irland                 | The Marquee Cork                | –                             | –         |
| 27. August 2016 | Cambridge    | Vereinigtes Königreich | Newmarket Racecourses           | –                             | –         |
| INSGESAMT       | INSGESAMT    | INSGESAMT              | INSGESAMT                       | –                             | –         |